# Discrete Lot-Sizing and Scheduling Problem
Das Discrete Lot-Sizing and Scheduling Problem (DLSP) ist ein Modell der dynamischen Losgrößenplanung, mit beschränkter Kapazität und mehreren Produkten. 
Es geht von vielen sehr kurzen Perioden (sogenannten Mikroperioden) aus, in denen jeweils nur ein einzelnes Produkt gefertigt werden kann. Rüstkosten fallen nur dann an, wenn in der Folgeperiode ein anderes Produkt gefertigt werden soll. Es wird also nicht nur die Losgröße bestimmt, sondern auch die Reihenfolge der zu fertigenden Lose. Das DLSP eignet sich daher für die kurzfristige Feinplanung. 
Im Gegensatz dazu ist es im Capacitated Lot-Sizing Problem (CLSP) möglich innerhalb einer der dort längeren Perioden (Wochen bis Monate), mehrere Lose aufzulegen. Eine Reihenfolge der zu fertigenden Lose in einer Periode wird dort nicht ermittelt, sodass sich das CLSP für die mittel- bis langfristige Planung eignet.

## Beschreibung des Modells
Das Discrete Lot-Sizing and Scheduling Problem geht von folgenden Annahmen aus:
- einstufige, Mehrprodukt-Produktion
- endliche Produktionsgeschwindigkeit
- zeitlich veränderliche Nachfrage (dynamische Nachfrage)
- die Produktionsmittel (Maschinen) stehen nur für begrenzte Zeit innerhalb der einzelnen Perioden zur Verfügung. Die verfügbare Kapazität ist für jede Periode identisch.
- für das Auflegen eines Loses fallen nur dann fixe Rüstkosten an, wenn in der vorherigen Periode ein anderes Produkt gefertigt wurde.
- Ein Los wird grundsätzlich über eine ganze Periode gefertigt.
- die Lagerkosten sind proportional zur gelagerten Menge
- endlicher Planungszeitraum

## Lösung
Zur exakten Lösung verwendet man meist Branch-and-Bound-Algorithmen. Daneben existieren auch Heuristiken, die oft nur minimal schlechtere Ergebnisse (etwa 1 %) liefern.